# Короткоусы
Короткоусы (Brachycerus) — род жесткокрылых семейства долгоносиков.

## Описание
Тело очень короткое. Надкрылья почти шаровидные, сильно бугорчатые, имеют чёрную окраску. Усики не коленчатые. Усиковидные бороздки находятся по бокам головотрубки. Нагрудный край передних голеней вытянут на вершине в большой зубец.

## Экология
Личинки развиваются в почвенной среде или в луковицах лилейных.

## Виды
Некоторые виды рода:
- Brachycerus albidentatus Gyllenhal, 1840
- Brachycerus argillaceus Reiche, 1857
- Brachycerus balearicus Bedel, 1874
- Brachycerus barbarus (Linnaeus, 1767)
- Brachycerus callosus Gyllenhal, 1833
- Brachycerus foveicollis Gyllenhal, 1833
- Brachycerus graecus Zumpt, 1937
- Brachycerus junix Lichtenstein, 1796
- Brachycerus lutosus Gyllenhal, 1833
- Brachycerus muricatus Olivier, 1790
- Brachycerus plicatus Gyllenhal, 1833
- Brachycerus pradieri Fairmaire, 1856
- Brachycerus repertus Roudier, 1958
- Brachycerus rotundicollis Escalera, 1918
- Brachycerus rufipes Zumpt, 1937
- Brachycerus schatzmayri Zumpt, 1937
- Brachycerus sinuatus Olivier, 1807
- Brachycerus undatus Fabricius, 1798